# Étricourt-Manancourt

Étricourt-Manancourt este o comună în departamentul Somme, Franța. În 1 ianuarie 2022 avea o populație de 525 de locuitori.